# 镰吻弯额蚤
镰吻弯额蚤（学名：Rhynchotalona falcata）为盘肠蚤科弯额蚤属的动物。分布于亚洲、欧洲北部、北美洲以及中国大陆的广东、浙江、湖北、山东、河北等地，常见于湖泊与水库沿岸的水草丛中。